# Batalla de Tudela (1808)
La batalla de Tudela va ser un enfrontament bèl·lic de la Guerra del Francès disputat als voltants de la ciutat de Tudela el 23 de novembre de 1808.

## Antecedents

Campanyes franceses

A finals de 1807, Napoleó va decidir que la monarquia de Carles IV, aliada però independent, era ja de molt escassa utilitat i que seria molt més convenient per als seus designis la creació d'un Estat satèl·lit, i el Tractat de Fontainebleau de 1807, que van firmar autoritzava les tropes napoleòniques a creuar Espanya per tal d'envair Portugal.
Les primeres tropes franceses entren a Espanya per Catalunya el 10 de febrer de 1808, comandades pel general Guillaume Philibert Duhesme en direcció a València. Posteriorment entrarien les tropes de Joseph Chabran, que ocupen el Castell de Sant Ferran de Figueres, Honoré Charles Reille i Laurent Gouvion Saint-Cyr. El 13 de febrer de 1808, les tropes de Duhesme i Giuseppe Lechi entren a Barcelona. Els francesos van prendre Pamplona el 16 de febrer, i el general Joachim Murat va arribar a Burgos el 13 de març de 1808 camí de Madrid per obtenir la seva adhesió. L'abril de 1808 Napoleó després d'aconseguir l'abdicació de Carles IV i Ferran VII a Baiona, va nomenar rei el seu germà Josep I Bonaparte.
Iniciada la revolta amb l'aixecament del 2 de maig de 1808 i les renúncies successives de Carles IV i el seu fill Ferran al tron d'Espanya en favor de Napoleó Bonaparte. La derrota de les tropes napoleòniques el juliol a la batalla de Bailèn va tenir greus conseqüències per a l'esforç bèl·lic francès. La notícia es va estendre per tota la península, i l'arribada dels anglesos i la reorganització dels exèrcits espanyols que planejaven l'atac de Madrid va forçar el rei Josep I Bonaparte a abandonar Madrid i retirar tot l'exèrcit més enllà de l'Ebre.
Napoleó va haver de tornar a Espanya de nou amb un nombrós exèrcit per consolidar el seu domini i ordenà al mariscal Claude Victor Perrin, i al general François Joseph Lefebvre que bloquegessin Blake mentre ell avançava cap a Burgos. Després de derrotar els espanyols, Napoleó va fer de Burgos el quarter general, deixant al seu germà Josep a la ciutat va i partir cap a Madrid.

## Batalla
El resultat del combat va ser la victòria francesa, al comandament del mariscal Jean Lannes, sobre les tropes espanyoles, comandades pel General Castaños. Prop de 33.000 soldats i milicians espanyols van intentar assetjar els 30.000 francesos de Lannes, però van ser severament derrotats. Les baixes espanyoles es calculen entorn dels 4.000 morts i 3.000 presoners, mentre que per part francesa no arriben a 600 entre morts i ferits.

## Conseqüències
Els francesos avançaren de nou sobre Madrid derrotant pocs dies després als espanyols en la batalla de Somosierra, entrant en la capital el 4 de desembre, i Saragossa quedà assetjada.
Aquesta és una de les batalles el nom de les quals va ser gravat en l'Arc de Triomf de l'Étoile a París.